# 巴爾代雷機場
巴爾代雷機場(Bardera Airport IATA代码：；ICAO代码：是服务索馬里巴爾代雷的机场。

## 外部連結
- Aeronautical chart （页面存档备份，存于） at SkyVector